# Bezirksverwaltungsgericht Klaipėda
Das Bezirksverwaltungsgericht Klaipėda (lit. Klaipėdos apygardos administracinis teismas, KLAAT) ist eines von fünf Bezirksverwaltungsgerichten in Litauen. Der Sitz ist in der nordwestlitauischen Großstadt Klaipėda (183.000 Einwohner). Adresse ist Galinio Pylimo g. 9, Klaipėda, LT-91230.
Das Bezirksverwaltungsgericht Klaipėda wurde 1999 gegründet (auch wie alle litauische Verwaltungsgerichte). Am 1. Mai 1999 begann das Bezirksgericht seine Tätigkeit in den Räumen des Bezirksgerichts Klaipėda (Herkaus Manto g. 26, Klaipėda) mit vier Richtern (Alona Romanovienė, Vida Stonkuvienė, Jonas Špelveris und Rimantas Žilevičius) sowie sieben Gerichtsangestellten.
1999 verhandelte das Gericht 516 Verwaltungssachen (2007 - 3 789, von der Gründung bis Ende 2008 - 17 567 Verwaltungssachen).

## Richter, Angestellte
Seit 27. April 1999 die Gerichtsvorsitzende ist Alona Romanovienė (* 1953). Im Gericht gibt es 8 Richter, 6 Richtergehilfen, 8 Gerichtssekretärinnen und 5 Kanzleingestellten (Kanzleileiterin, 1 Oberspezialistin und 3 Spezialistinnen).